# Abrest
Abrest – miejscowość i gmina we Francji, w regionie Owernia-Rodan-Alpy, w departamencie Allier.

## Demografia
Według danych na rok 1990 gminę zamieszkiwały 2544 osoby, a gęstość zaludnienia wynosiła 243 osoby/km². W styczniu 2015 r. Abrest zamieszkiwały 2872 osoby, przy gęstości zaludnienia 274,3 osób/km²